# Rimutis Klevečka
Rimutis Klevečka (* 10. Januar 1956 in Krasnojarsk) ist ein litauischer Diplomat und Botschafter.

## Leben
Nach dem Abitur 1974 am Juozas-Balčikonis-Gymnasium in Panevėžys absolvierte er 1979 das Diplomstudium an der Mathematik-Fakultät der Vilniaus universitetas.
Von 1979 bis 1990 leitete er einen Sektor am Forschungsinstitut der Elektrografie. Von 1990 bis 1991 arbeitete er am Industrie- und Handelsministerium Litauens und von 1991 bis 1994 am Wirtschaftsministerium Litauens.
Von 2002 bis 2003 war er stellvertretender Direktor und leitete er von 2003 bis 2008 als Generaldirektor das Muitinės departamentas am Finanzministerium (Litauen).
Von 2008 bis 2012 war Klevečka litauischer Botschafter in Slowenien. 